# 霍羅采韋 (韋爾霍維納區)
48°7′58″N 25°3′4″E / 48.13278°N 25.05111°E
霍羅采韋（烏克蘭語：Хороцеве），是烏克蘭的村落，位於該國西部伊萬諾-弗蘭科夫斯克州，由韋爾霍維納區負責管轄，始建於1732年，面積49平方公里，2022年人口470，人口密度每平方公里9.7人。